# Larry Laudan
Larry Laudan (Austin, Texas, 16 oktober 1941 – 23 augustus 2022) was een Amerikaans filosoof. Hij is vooral actief op gebied van wetenschapsfilosofie en kennistheorie. Daarnaast staat hij ook bekend om zijn kritiek op het positivisme, realisme en relativisme. Zijn opvatting over de wetenschap, die volgens hem gestructureerd is in "onderzoekstradities" (research traditions), wordt gezien als een alternatief voor de "onderzoeksprogramma's" (research programs) van Imre Lakatos.
Zijn wetenschapsfilosofie is voornamelijk uiteengezet in zijn boek Progress and its Problems (1977). In dit werk bekritiseert hij zijn collega's die wetenschap beschrijven als een activiteit die uit het oplossen van problemen bestaat (problem-solving activity) zonder aandacht te schenken aan de daaruit volgende conclusies en problemen. Tegenover het "empirisme" dat hij vereenzelvigt met Karl Popper en "revolutionisme" dat hij terugvindt bij Thomas Kuhn, plaatst hij zijn eigen opvatting over de evolutie van de wetenschappen. In feite komt zijn alternatief overeen met een combinatie van beide perspectieven: het opbouwen van empirisch bewijsmateriaal is cruciaal, maar niet genoeg; ook het onderzoek naar conceptuele anomalieën is nodig.
Hij is ook bekend vanwege zijn argument tegen het realisme in de wetenschapsfilosofie. Realisten gaan ervan uit dat omdat onze wetenschappelijke theorieën zo goed werken, ze ook wel waar moeten zijn. Lauden wijst er echter op dat in de wetenschapsgeschiedenis er talloze theorieën zijn geweest, zoals de phlogistontheorie of vitalisme, die fout bleken te zijn. Als het merendeel van onze beste theorieën in het verleden fout waren, dan is het niet duidelijk waarom de huidige wetenschappelijke theorieën wel juist zouden zijn..